# نقش‌های جنسی همجنس‌گرایان
در آمیزش جنسی انسان (به‌ویژه دو مرد همجنسگرا)، فاعل، مفعول و دوطرفه به پوزیشن افراد در آمیزش جنسی اشاره دارد. فاعل معمولاً فردی است که عمل دخول را انجام می‌دهد. مفعول فردی است که دخول را می‌پذیرد و عمل آمیزش روی او انجام می‌گیرد. دوطرفه کسی است که گاهی مفعول و گاهی فاعل است. این اصطلاح‌ها ممکن است عناصری از هویت شخصی باشند که نشان دهنده ترجیح معمول یک فرد است، اما ممکن است هویت جنسی گسترده‌تری را نیز توصیف کند.

## نقش‌ها

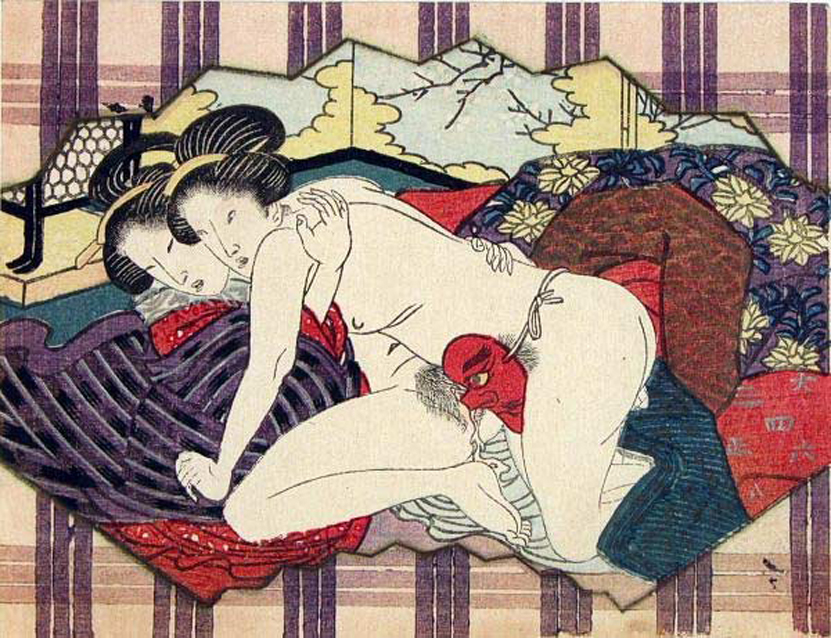
یک شونگای ژاپنی که دو زن را در حال رابطه جنسی نشان می‌دهد. زنی که دیلدو بنددار استفاده می‌کند «فاعل» و زن دیگر «مفعول» است.

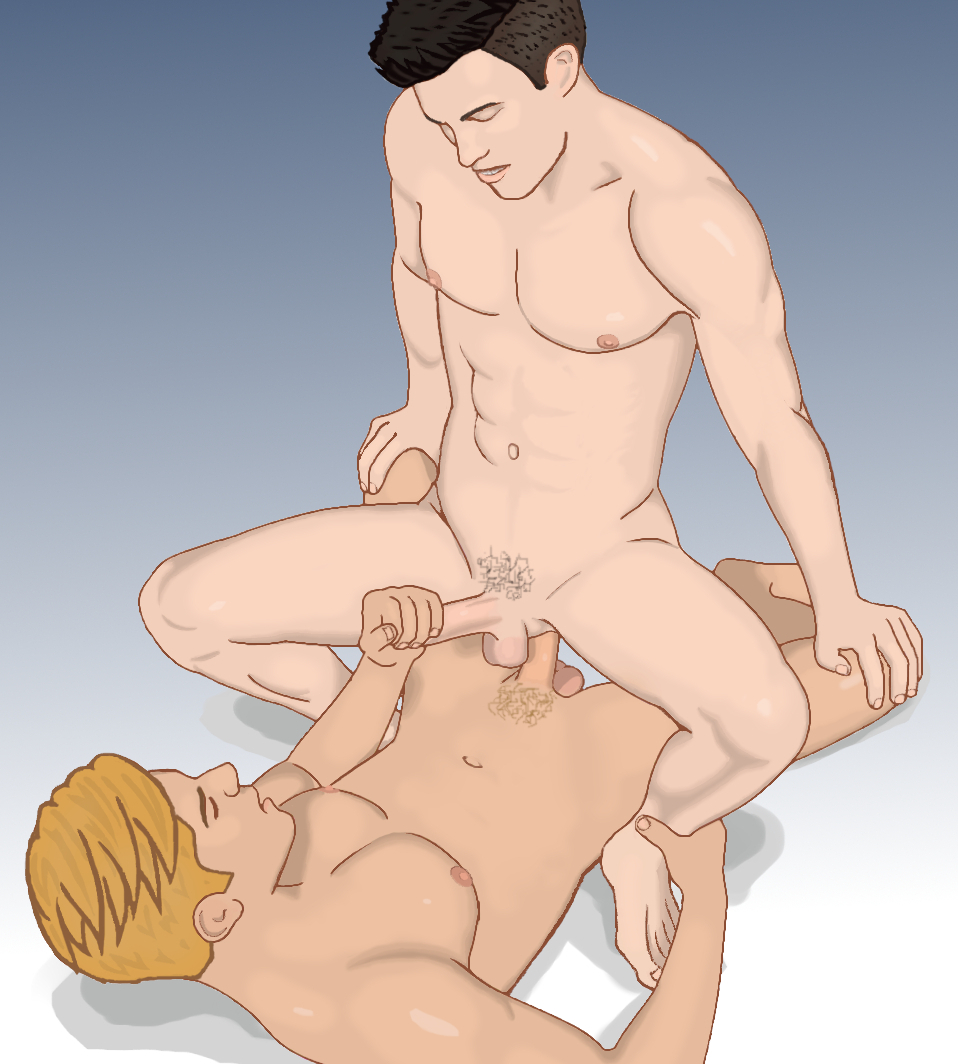
مردی که به پشت دراز کشیده است «فاعل» و مرد دیگر «مفعول» است.

### فاعل
یک فاعل شخصی است که عمل دخول را در طول مدت آمیزش جنسی انجام می‌دهد. این شخص می‌تواند مردی همجنسگرا یا دوجنسگرا باشد و همچنین آمیزش وی با شریک جنسی‌اش ممکن است مقعدی یا دهانی باشد. همچنین واژهٔ «فاعل» می‌تواند مشخص‌کنندهٔ نوع رابطهٔ عاشقانه یا جنسی یک مرد همجنسگرا یا دوجنسگرا باشد.
چندین نوع فاعل وجود دارد. برای مثال «کاملاً فاعل» مردی است که فقط عمل دخول را انجام می‌دهد و «معمولاً فاعل» مردی است که اکثراً ترجیح می‌دهد فاعل باشد اما گاهی نقش مفعول را نیز دارد.

### مفعول
مفعول در مقاربت جنسی پذیرای آلت مردی شریک جنسی خود است و مورد دخول قرار می‌گیرد. واژهٔ مفعول مشخص‌کنندهٔ جایگاه یک مرد همجنسگرا یا دوجنسگرا در یک رابطهٔ عاشقانه و جنسی است. «کاملاً مفعول» همیشه ترجیح می‌دهد که پذیرای آلت شریک خود باشد و «معمولاً مفعول» به این معنی است که شخص بیشتر دوست دارد عمل دخول رویش انجام گیرد. اما گاهی نیز عمل دخول را خود انجام می‌دهد و نقش فاعل را برعهده می‌گیرد.

#### شرم مفعول بودن
شرم مفعول بودن (به انگلیسی: Bottom shame) تصوری است که در آن فرد در جایگاه مفعول جنسی فکر می‌کند مفعول بودن برای او شرم‌آور است و چون چنین گرایشی دارد لایق احترام، عشق و لذت بیشتر نیست. چنین نگرشی ممکن است باعث شود تا فرد خود را بابت گرایشش ملامت کند و در رابطه خود لذت کمتری را تجربه نماید. باورهای متعصبانه اما رایج دیگر پیرامون این گرایش چنین است که افراد با نقش مفعولی زنانه، بیمار یا هرزه هستند. چنین تصوراتی منشأی هوموفوبیک دارد و با تبدیل شدن به سوژه‌ای برای شوخی در جامعه اوج می‌گیرند و بدخیم می‌شوند.

### دوطرفه
دوطرفه (چرخشی، حرکتی) شخص همجنس‌گرا یا دوجنس‌گرایی است که هم از فاعل بودن و هم از مفعول لذت می‌برد. این شخص در عمل جنسی هم از انجام دخول و هم از دریافت آلت لذت می‌برد و می‌تواند هر دو نقش فاعل و مفعول را انجام دهد.

### کنار
کنار یا ساید یا سافت، (به انگلیسی: Side) گونه‌ای دیگر از نقش‌های آمیزشی مردان همجنسگرا است که در آن تمرکز شخص بر اعمال آمیزشی غیر از رابطهٔ معقدی است.

## نقش شرکای جنسی در روش‌های مقاربت
فاعل، مفعول یا دوطرفه بودن نقش تعیین‌کننده‌ای در آمیزش جنسی دو مرد دارد. برای مثال در یکی از روش‌های آمیزش جنسی، مفعول روی پشت خود دراز کشیده و پاهای خود را روی شانه‌های فاعل قرار می‌دهد. فاعل نیز آلت خود را وارد مقعد شریک جنسی خود کرده و عمل آمیزش صورت می‌گیرد.
در مقاربت به شیوه سگی نیز مفعول روی آرنج‌ها و زانوهای خود می‌نشیند و باسن خود را به عقب خم می‌کند. فاعل نیز از پشت آلت خود را وارد مقعد شریک جنسی خود نموده و آمیزش جنسی صورت می‌گیرد.

## رواج
هیچ مطالعه علمی گسترده‌ای در این زمینه بر روی مردان همجنسگرا و دوجنسگرا انجام نشده است. مطالعه بر روی ۵۵٬۴۶۴ پروفایل در سایت gay.com در ایالات متحده نشان می‌دهد که ۲۶٫۴۶٪ فاعل بودن را ترجیح می‌دهند، در حالی که ۳۱٫۹۲٪ مفعول بودن را ترجیح می‌دهند و بزرگ‌ترین گروه (۴۱٫۶۲٪) دوطرفه را ترجیح می‌دهند. با این حال به نظر می‌رسد که این آمار در ایالت‌های مختلف متفاوت است. به عنوان مثال در وایومینگ، ۱۶٪ فاعل، ۴۴٪ مفعول و ۴۰٪ دوطرفه بودن را ترجیح می‌دهند. در ویرجینیا غربی، با کمترین اختلاف (فاعل ۳۲٪، ۲۹٪ مفعول و ۳۹٪ دوطرفه بودن) درصد فاعل‌ها بیشتر از مفعول‌ها است. در اورگن، پروفایل‌های «دوطرفه» تقریباً نیمی از پروفایل‌ها (۴۸٫۴۲٪) را تشکیل می‌دهد.